# 460-е годы до н. э.
460-е (четы́реста шестидеся́тые) го́ды до на́шей э́ры по пролептическому юлианскому календарю — промежуток времени с 1 января 469 года до н. э. по 31 декабря 460 года до н. э., включающий с 469 по 461 годы 4-го десятилетия  и 460 год 5-го десятилетия V века 1-го тысячелетия до н. э. Им предшествовали 470-е годы до н. э., за ними следовали 450-е годы до н. э. Они закончились 2485 лет назад.

## Важнейшие события

### 470 год до н. э.
- 470[1] — Консулы Луций Валерий Потит и Тиберий Эмилий Мамерк (по Т. Ливию — Тит Э. М.). Плебейские трибуны Гней Сикций, Луций Нумиторий, Марк Дуиллий, Спурий Ицилий, Луций Мецилий.
- 470/469 — Афинский архонт-эпоним Демотион.
- 470 — Освобождение Эфеса от персидского владычества и установление демократии.
- 470 — Пифийская победа Гиерона I в колесничном беге. Вторая победа Эрготела. Пиф.1 (Этна) — Гиерону Этнейскому. Вакхилид 4 (пифийская) — Гиерону Сиракузскому. Ол.12 (Удача) — Эрготелу Гимерскому. Истм.2 (?) — Ксенократу Акрагантскому (посмертно).
- 470 (ол.75,1) или 468 — Падение метеорита, истолкованное Анаксагором.
- Ок.470 — Павсаний обвинён в сношениях с Ксерксом I и попытке свергнуть спартанское правительство и приговорён к смерти. Он укрылся в храме Афины, но вскоре вынужден был покинуть храм, и его казнили.
- Ок.470 — Фемистокл обвинён в связях с персами и заочно приговорён к смертной казни и конфискации имущества. Адмет взял под защиту Фемистокла, изгнанного из Эллады, и помог ему перебраться в Македонию.

### 469 год до н. э.
- 469 (Т.Ливий. История… М.,1989-93, т.1, с.114-115) — Консулы Тит Нумиций Приск и Авл Вергиний Целиомонтан.
- 469/8 — Афинский архонт-эпоним Апсефион.
- 469 — Поход спартанцев во главе с Леотихидом II на Фессалию. Леотихид II подкуплен и прекращает поход. Леотихид привлечён к суду и бежал в Тегею, где вскоре и умер.
- 469—427 (476—427) — Царь Спарты из рода Эврипонтидов Архидам II. Друг Перикла.
- 469 — Кимон одержал победу над персами в Памфилии, у южного берега Малой Азии.

### 468 год до н. э.
Разрушен город Тиринф
- 468 (Т.Ливий. История… М.,1989-93, т.1, с.115-116) — Консулы Тит Квинкций Капитолин Барбат (2-й раз) и Квинт Сервилий Структ Приск.
- 468/7 — Афинский архонт-эпоним Теагенид.
- 468 — Олимпийская победа Гиерона в колесничном беге. Победы Эфармоста Опунтского, Эрготела Гимерского (вторая). Ода Вакхилид 3 (олимпийская) (Крёз) — Гиерону Сиракузскому.
- 468 (?) — Пиндар, сопроводительное послание при Эпиникии: Пиф.2 (Иксион) — Гиерону Сиракузскому.
- 78-я Олимпиада.

### 467 год до н. э.
- 467 (Т.Ливий. История… М.,1989-93, т.1, с.117) — Консулы Тиберий Эмилий Мамерк (2-й раз) и Квинт Фабий Вибулан (по Т.Ливию — Тит Э. М.). Триумвиры для раздачи наделов Т.Квинкций, А.Вергиний, П.Фурий.
- 467 — Выведено поселение в Антий.
- 467/6 — Афинский архонт-эпоним Лисистрат.
- 467 (466 или 469) — Победа греческого флота Кимона над персами в сражении у устья реки Эвримедонт. Уничтожено около 200 персидских кораблей. В тот же день греки разбили сухопутные силы персов.
- 467 — Попытка Наксоса отложиться от Афинского союза.
- 78-я Олимпиада.

### 466 год до н. э.
- 466 (Т.Ливий. История… М.,1989-93, т.1, с.117) — Консулы Квинт Сервилий Приск (2-й раз) и Спурий Постумий Альб Регилленсис.
- 466 — Смерть Гиерона I. Падение Фрасибула, сына Гиерона. Смуты. Гибель сиракузянина Агесия из рода Иамидов. Утверждение демократии в Сиракузах.
- 466/5 — Афинский архонт-эпоним Лисаний.
- 466 — Победа Эфармоста на Пифийских играх. Ода Пиндара Ол.9 (Потоп) — Эфармосту Опунтскому.

- 460-е гг. — Нем.6 (Бассиды) — Алкимиду Эгинскому. Нем.10 (Диоскуры) — Феэю Аргосскому (на победу в аргосском состязании в честь Геры).
- 460-е гг. — Полигнот в Афинах расписывает Пёстрый портик; в Олимпии строится храм Зевса.
- 78-я Олимпиада.

### 465 год до н. э.
- 465 (Т.Ливий. История… М.,1989-93, т.1, с.117-119) — Консулы Квинт Фабий Вибулан (2-й раз) и Тит Квинкций Капитолин Барбат (3-й раз).
- 465 — Т.Квинкций провёл перепись. 104714 граждан.
- 465/4 — Афинский архонт-эпоним Лиситей.
- 465—463 (463) — Попытку выйти из Делосского союза делает Фасос. Афиняне осаждают его и после двух лет осады заставляют сдаться. Стены Фасоса срыты.
- 465 (464), лето — Страшное землетрясение в южной части Пелопоннеса. Разрушение Спарты. Восстание илотов, периэков и мессенцев. Поход илотов на Спарту. Спарта просит о помощи Афины. Войско спартанцев во главе с царём Архидамом заставляет илотов отойти от города. Илоты укрепляются на горе Ифома в Северной Мессении.
- 465—456 (464—458) — Третья Мессенская война.
- Ок.465 — Пеан 2 Пиндара для абдеритов.
- 465 — Персидский царь Ксеркс I и его старший сын убиты заговорщиками-царедворцами во главе с Артабаном, капитаном стражи. Начало борьбы между сыновьями Ксеркса.
- 465—424 — Царь Персии Артаксеркс (Артахшашша) I Длиннорукий (Макрохейр).
- 465 — Восстание в Египте. Благодаря поддержке со стороны Афин персы разбиты в битве при Папремисе. Неудачная осада египтянами Мемфиса. Повстанцы во главе с Инаром и Амиртеем отступают на запад Дельты.
- 78-я Олимпиада.

### 464 год до н. э.
- 464 (Т.Ливий. История… М.,1989-93, т.1, с.119-121) — Консулы Авл Постумий Альб Регилленс и Спурий Фурий Медуллин Фуз. (по варианту у Т.Ливия, С.Фузий Фуз). Префект Города Л.Валерий.
- 464 — Начало ведения списков должностных лиц в Риме. Консулу Постумию поручено следить, «чтобы государство не потерпело ущерба».
- 464/3 — Афинский архонт-эпоним Архедемид.
- 464 — Дебаты в афинском народном собрании. Кимон настоял на отправке на помощь Спарте 4-тысячного отряда. Спартанцы в оскорбительной форме отказываются от пришедшей слишком поздно помощи.
- 464 — Ода Пиндара Ол.7 (Родос) — Диагору Родосскому. Ол.13 (Беллерофонт) — Ксенофонту Коринфскому.
- 464-60 (ол.79) — Акме Зенона Элейского.

### 463 год до н. э.
- 463 (Т.Ливий. История… М.,1989-93, т.1, с.121-123) — Консулы Публий Сервилий Приск и Луций Эбуций Гельва. Вступили в должность 1 августа. Плебейский трибун Марк Вольсций Фиктор.
- 463 — Мор в Риме. Смерть обоих консулов, авгуров Ман. Валерия и Т.Вергиния Рутила, верховного куриона Сер. Сульпиция. Интеррекс П.Валерий Публикола.
- 463/2 — Афинский архонт-эпоним Тлеполем.
- 463, 9.4 — Солнечное затмение. По этому случаю — пеан 9 Пиндара для Фив.

### 462 год до н. э.
- в Риме консулы Луций Лукреций Триципитин и Тит Ветурий Гемин Цицурин вступили в должность 11 августа; префект Квинт Фабий
- триумф Луция Лукреция Триципитина за победу над вольсками и эквами, овация Титу Ветурию Гемину
- принят закон («закон Теренция») о назначении децемвиров для составления писаных законов
- архонт-эпоним Конон в Афинах
- заключается союз Афин с Аргосом и Фессалией.
- в Афинах Эфиальт провёл реформу, существенно ограничившую функции Ареопага
- философ Анаксагор приехал в Афины для продолжения учёбы
- Перикл стал стратегом
- Спарта обратилась за помощью к Афинам, для борьбы с илотами был прислан отряд под командованием Кимона
- в Риме — трибунство Гая Терентилия Гарсы
- делегация римских юристов прибыла в Грецию для изучения местного законодательства, по результатам визита были составлены «Законы двенадцати таблиц»
- Аркесилай, царь Кирены, выиграл гонку колесниц на Пифийских играх
- к власти в Персии приходит Артаксеркс

### 461 год до н. э.
- 461 (Т.Ливий. История… М.,1989-93, т.1, с.125-129) — Консулы Публий Волумний Аминтин Галл и Сервий Сульпиций Камерин Корнут. Плебейский трибун Авл Вергиний.
- 461 — Суд над Цезоном Квинкцием, его изгнание.
- 461—452 — Сенат упорно сопротивлялся изданию писаных законов, а плебеи выбирали трибунами тех же людей, которые подняли этот вопрос и умышленно тормозили все распоряжения консулов.
- 461—460 — Камарина вновь отстроена жителями Гелы.
- 461/460 — Афинский архонт-эпоним Эвтипп.
- 461 — Выход Афин из общегреческого союза во главе со Спартой.
- 461 — Остракизм Кимона. Убийство Эфиальта (ок.500-461). Перикл становится фактическим правителем Афин.
- 461—456 — Строительство «Длинных стен» в Афинах.